# تپه کوچکه پر کله
تپه کوچکه پر کله در شهرستان شازند، بخش مرکزی، روستای پرکله واقع شده و این اثر در تاریخ ۹ اردیبهشت ۱۳۸۲ با شمارهٔ ثبت ۸۵۸۶ به‌عنوان یکی از آثار ملی ایران به ثبت رسیده است.